# Poshnjë
Poshnjë è una frazione del comune di Ura Vajgurore in Albania (prefettura di Berat).
Fino alla riforma amministrativa del 2015 era comune autonomo, dopo la riforma è stato accorpato, insieme agli ex-comuni di Kutalli, Cukalat e Ura Vajgurore a costituire la municipalità di Ura Vajgurore.

## Località
Il comune è formato dall'insieme delle seguenti località:
- Poshnje
- Polizhan
- Ciflik
- Arrez
- Agim
- Banaj
- Gajde
- Malas Grope
- Syzez
- Sheqe Gajde
- Hinge
- Ku